# 美國少數族裔間的種族歧視
美國少數族裔間的種族歧視是指美國少數族裔之間的偏見或歧視，非洲裔美國人和拉美裔美國人及亞裔美國人之間長期存在種族緊張關係。

## 美國的族群政策
當前的美國提倡多元文化主義，承認多種族差異。政治學家克萊爾·吉恩·基姆批評在這一政策下，少數族裔之間的不平等和對抗常被忽視。

## 非裔美國人與拉丁裔美國人的關係
非洲裔美國人和拉美裔美國人之間長期存在種族緊張關係，在加利福尼亞州發生過的幾起重大騷亂中，拉丁裔和黑人囚犯因種族問題專門針對對方攻擊。有多起報告指在非裔搬進拉美裔聚居的社區後被針對攻擊，而拉丁裔搬進非裔聚居的社區後也有發生類似事件。

## 非裔美國人與猶太裔美國人的關係
在美國歷史的大部分時間裡，非裔美國人和猶太裔美國人一直都有緊密的互動關係， 當中包括了廣泛的相互合作及對抗衝突。兩個族群在民權運動時期有戰略上的合作，並共同推動了1964年的《民權法案》。同時雙方還因黑人權力運動、錫安主義、肯定性行動及其他反猶謠言等問題上產生衝突。

## 非裔美國人和亞裔美國人之間的緊張關係
儘管非洲裔美國人和亞裔美國人都飽受種族偏見之苦，但兩族群之間仍存在著緊張關係。 通常在討論美國的種族緊張局勢時，焦點一直放在黑人和白人的關係上，而沒有將亞洲人的觀點納入種族討論。這讓亞裔美國人陷入了困境，因為黑人和白人兩個族裔都避免與他們認同。 然而，在美國的少數群體中，亞裔美國人在教育及收入上都很出色，因此又被稱為「模範少數族裔」，令其他表現較差的族群心生怒恨。因此，儘管非洲裔美國人和亞裔美國人之間有著共同的歷史，但兩個群體之間一直存在暮潛在的緊張情緒。

### 歷史
基於美國1790年的歸化法案，只有「自由白人」才有資格入籍為美國公民，並享有全部的公民權利。雖然當時法案的意圖是避免給予非洲奴隸與歐洲美洲殖民者後裔相同的權利，但這使得所有未來移民和，包括來自亞洲和非洲的人，都沒有完全入籍。19世紀美國國會通過《排華法案》(1882年)和《吉爾里法案》(1892年)，禁止了亞裔美國人的進一步移民，直到20世紀中期才結束。
1927年，密西西比州的一個華人家庭提起訴訟，質疑其女兒被當地一所白人學生學校開除的行為。 州最高法院維持了這一決定，因為根據當時州法律，白人專門定義為高加索人，並表示如果女孩要上公立學校，那必須是黑人學生的學校。由於這些學校資金不足及質素較低，女孩父母希望避免這種選擇。在 Lum v. Rice 案中，美國最高法院一致確認了州最高法院的決定，認為各州按種族對學生進行分類並以此為基礎進行隔離並不違反第十四修正案。
1952年的《移民和歸化法》廢除了以前對亞洲移民的障礙，從而開始了大規模亞洲人移民和歸化到美國的過程。可是，雖然亞洲移民受到法律上保護允許進入美國，但這並不能保護他們免受欺凌、仇恨犯罪和種族隔離。隨著亞裔在美國社會中確立自己的地位，他們開始面臨著來自美國白人的歧視。著三K黨等組織的成員像對待非裔美國人一樣對待亞裔，恐嚇、毆打、欺凌和攻擊亞裔美國人（尤其是華裔美國人），民權運動的到來及其相繼的法律將少數族裔的權利和保護編入法典。儘管亞裔美國人和非裔美國人都面臨類似的威脅，他們在20世紀開始分裂和產生衝突。

### 1992年洛杉磯暴動
1992年之前的洛杉磯有大量的韓裔美國人，隨著韓裔在朝鮮戰爭期間和之後從韓國移民到美國，許多人搬到洛杉磯定居。由於文化語言關係，多數第一代韓裔移民無法在美國，從事他們以前在家鄉的傳統白領工作，於是有不少韓裔美國人到傳統非裔美為主的社區中開展業務，因為這些地區的租金更為便宜。當地的韓裔美國人和非裔美國人社區領袖很快意識到族群間的緊張情緒，這是主要來自於雙方的文化差異和語言障礙。在洛杉磯暴動期間，兩個族群間的關係惡化，騷亂襲擊了2200家韓裔小企業。非裔美國人覺得被司法系統欺騙了，他們因涉及武裝武器的指控而面臨更嚴厲的懲罰，而韓裔美國人則因為他們的企業被非裔美國人摧毀而感到憤怒，導致了兩個族群之間的進一步分裂。

### 暴力犯罪
美國各族裔都對亞裔美國人實施過種族主義暴力，根據2019年司法統計局的數據顯示，這通常是由白人和非裔美國人造成的。

## 另見
- 李伊謀殺案
- 美國種族主義
- 皇冠高地騷亂
- 1992年洛杉磯暴動
- 南加州大學4.11槍擊案